# Premio Pulitzer per il miglior giornalismo nazionale
Il premio Pulitzer per il miglior giornalismo nazionale (Pulitzer Prize for National Reporting) è uno dei quattordici premi Pulitzer per il giornalismo che vengono conferiti ogni anno in America e viene assegnato a un esempio meritorio di giornalismo su questioni nazionali. Questo premio fu assegnato a partire dal 1942 come Pulitzer Prize for Telegraphic Reporting - National e a partire dal 1948 con l'attuale denominazione.

## Albo d'oro

### Pulitzer Prize for Telegraphic Reporting - National

#### Anni 1940
- 1942: Louis Stark, The New York Times, per i suoi articoli sui temi dei lavoratori scritti durante l'anno.
- 1943: Premio non assegnato
- 1944: Dewey L. Fleming, The Baltimore Sun, per i suoi articoli scritti nel 1943.
- 1945: James Reston, The New York Times, per i suoi articoli sulla Conferenza di Dumbarton Oaks.
- 1946: Edward A. Harris, St. Louis Post-Dispatch, per i suoi articoli su Tidewater Oil che hanno contribuito all'opposizione generalizzata alla conferma di Edwin W. Pauley al posto di Sottosegretario della Marina.
- 1947: Edward T. Folliard, The Washington Post, per la sua serie di articoli sulla Columbians, Inc.

### Pulitzer Prize for National Reporting

#### Anni 1940
- 1948: Nat S. Finney, Minneapolis Tribune, per i suoi articoli sui piani dell'amministrazione Truman per imporre la segretezza sugli affari ordinari delle agenzie federali in tempo di pace.
- 1949: C. P. Trussel, New York Times, per i suoi articoli da Washington.

#### Anni 1950
- 1950: Edwin O. Guthman, The Seattle Times, per la sua serie di articoli sul proscioglimento del professor Melvin Rader dalle accuse di Maccartismo.
- 1951: premio non assegnato
- 1952: Anthony Leviero, New York Times, per il suo articolo esclusivo del 21 aprile 1951 sui colloqui tra il Presidente Truman e il generale Douglas MacArthur alla conferenza di Wake Island dell'ottobre 1950.
- 1953: Don Whitehead, Associated Press, per il suo articolo The Great Deception sulle misure di sicurezza sul viaggio del Presidente Eisenhower da New York in Corea.
- 1954: Richard Wilson, the The Des Moines Register, per la pubblicazione esclusiva del rapporto dell'FBI alla Casa Bianca sul caso di Harry Dexter White prima che fosse presentato in Senato da J. Edgar Hoover.
- 1955: Anthony Lewis, Washington Daily News, per la serie di articoli in difesa dell'impiegato della Marina Abraham Chasanow, di fronte al suo ingiusto licenziamento per questioni di sicurezza.
- 1956: Charles L. Bartlett, Chattanooga Times, per i suoi articoli che hanno portato alle dimissioni di Harold E. Talbott da Segretario dell'Aviazione.
- 1957: James Reston, The New York Times, per le sue corrispondenze su temi nazionali, tra cui l'analisi della malattia del presidente Eisenhower sull'esecutivo del governo federale.
- 1958: Clark Mollenhoff, Des Moines Register and Tribune, per le sue inchieste sul racket del lavoro.
- 1958: Relman Morin, Associated Press, per la sua testimonianza sulle rivolte e le violenze avvenute il 23 settembre 1957, durante la vicenda dei Little Rock Nine alla Central High School di. Little Rock, Arkansas.
- 1959: Howard Van Smith, Miami News, per una serie di articoli sulle condizioni deplorevoli in un campo di 4 000 migranti in Florida, richiamando l'attenzione sul problema rappresentato da 1 500 000 lavoratori immigrati.

#### Anni 1960
- 1960: Vance Trimble, Scripps-Howard Newspaper Alliance, per una serie di articoli sul nepotismo nel Congresso degli Stati Uniti d'America.
- 1961: Edward R. Cony, The Wall Street Journal, per la sua analisi di una transazione di legname che attirò l'attenzione sui problemi di etica degli affari.
- 1962: Nathan G. Caldwell e Gene S. Graham, Nashville Tennessean, per i loro servizi, scritti affrontando grandi difficoltà, sulla cooperazione sottobanco tra manager dell'industria delle miniere e la United Mine Workers.
- 1963: Anthony Lewis, New York Times, per i suoi articoli sugli atti della Corte suprema degli Stati Uniti d'America.
- 1964: Merriman Smith, United Press International, per il suo servizio sull' Assassinio di John Fitzgerald Kennedy.
- 1965: Louis M. Kohlmeier Jr., Wall Street Journal, per i suoi servizi sulla fortuna del presidente Lyndon B. Johnson e della sua famiglia.
- 1966: Haynes Johnson, Washington Evening Star, per la sua copertura dei conflitti sui diritti civili.
- 1967: Stanley Penn e Monroe Karmin, The Wall Street Journal, per i loro servizi sulle connessioni tra crimine americano e gioco d'azzardo alle Bahamas.
- 1968: Nick Kotz, Des Moines Register and Tribune, per i suoi articoli sulle precarie condizioni igieniche in diversi impianti di confezionamento di carne, che contribuirono a far passare il Federal Wholesome Meat Act del 1967.
- 1968: Howard James, Christian Science Monitor, per la sua serie di articoli Crisis in the Courts.
- 1969: Robert Cahn, Christian Science Monitor, per la sua inchiesta sul futuro dei parchi nazionali e su come mantenerli.

##### Anni 1970
- 1970: William J. Eaton, Chicago Daily News, per rivelazioni sul giudice Clement F. Haynesworth Jr., in occasione della sua nomina alla Corte suprema degli Stati Uniti.
- 1971: Lucinda Franks e Thomas Powers, United Press International, per il suo documentario The Making of a Terrorist sulla vita e sulla morte della rivoluzionaria ventottenne Diana Oughton.
- 1972: Jack Anderson, editorialista dei sindacati, per i suoi articoli sulle decisioni politiche dietro la guerra indo-pakistana del 1971.
- 1973: Robert Boyd e Clark Hoyt, Knight Newspapers, per le rivelazioni sulle cure psichiatriche del senatore Thomas Eagleton, conclusasi con il suo ritiro dalla nomina come vice presidente dei Democratici nel 1972.
- 1974: Jack White, Providence Journal and Evening Bulletin, per le sue rivelazioni sulle tasse del presidente Nixon nel 1970 e 1971.
- 1974: James R. Polk, Washington Star-News, per le sue rivelazioni sulle presunte irregolarità nei finanziamenti della campagna per la rielezione del presidente Nixon nel 1972.
- 1975: Donald L. Barlett e James B. Steele, The Philadelphia Inquirer, per la loro serie di articoli Auditing the Internal Revenue Service che denunciavano sperequazioni nell'applicazione delle leggi fiscali federali.
- 1976: James Risser, Des Moines Register, per aver svelato un sistema di corruzione su vasta scala nell'esportazione di grano americano.
- 1977: Walter Mears, Associated Press, per la sua copertura delle Elezioni presidenziali negli Stati Uniti d'America del 1976.
- 1978: Gaylord D. Shaw, Los Angeles Times, per una serie di articoli sulle condizioni strutturali non sicure delle maggiori dighe del paese.
- 1979: James Risser, Des Moines Register, per una serie di articoli sui danni ambientali dell'agricoltura.

#### Anni 1980
- 1980: Bette Swenson Orsini e Charles Stafford, St. Petersburg Times, per la loro indagine su Scientology.
- 1981: John M. Crewdson, The New York Times, per i suoi articoli su immigrati illegali e clandestini.
- 1982: Rick Atkinson, The Kansas City Times, per le sue storie sulle importazioni.
- 1983: Il Boston Globe, per il suo servizio speciale sulla corsa agli armamenti nucleari.
- 1984: John Noble Wilford, The New York Times, per svariati articoli su diversi temi scientifici.
- 1985: Thomas J. Knudson, Des Moines Register, per la sua serie di articoli sui rischi ul lavoro dell'agricoltura.
- 1986: Craig Flournoy e George Rodrigue, The Dallas Morning News, per l'indagine sui sussidi per gli alloggi nel Texas orientale, che ha portato alla luce fenomeni di discriminazione razziale in tutta la nazione.
- 1986: Arthur Howe, The Philadelphia Inquirer, per i suoi articoli sui problemi della Internal Revenue Service (IRS).
- 1987: Lo Staff del The Miami Herald, per i suoi servizi sull'Irangate.
- 1987: Lo Staff del The New York Times, per il servizio sul disastro dello Space Shuttle Challenger e sulla NASA.
- 1988: Tim Weiner, The Philadelphia Inquirer, per la sua serie di articoli sui fondi neri del Pentagono.
- 1989: Donald L. Barlett e James B. Steele, The Philadelphia Inquirer, per l'inchiesta, durata 15 mesi, sul Tax Reform Act del 1986.

#### Anni 1990
- 1990: Ross Anderson, William Dietrich, Mary Ann Gwinn ed Eric Nalder, The Seattle Times, per gli articoli sull'incidente della Exxon Valdez.
- 1991: Marjie Lundstrom e Rochelle Sharpe, Gannett News Service, per la loro inchiesta su centinaia di morti di bambini collegate ad abusi minorili.
- 1992: Jeff Taylor e Mike McGraw, The Kansas City Star, per i loro articoli sul Dipartimento dell'Agricoltura degli Stati Uniti d'America.
- 1993: David Maraniss, The Washington Post, per i suoi articoli sulla vita a sulla carriera politica di Bill Clinton.
- 1994: Eileen Welsome, Albuquerque Tribune, per le storie di civili americani coinvolti in esperimenti governativi al plutonio 50 anni prima.
- 1995: Tony Horwitz, The Wall Street Journal, per le sue storie sulle condizioni di lavoro nell'America dei bassi salari.
- 1996: Alix M. Freedman, The Wall Street Journal, per i suoi articoli sull'industria del tabacco, ivi compreso uno sugli additivi a ase di ammoniaca usati per potenziare gli effetti della nicotina.
- 1997: Lo Staff del The Wall Street Journal, per i suoi articoli sulla lotta contro l'AIDS.
- 1998: Russell Carollo e Jeff Nesmith, Dayton Daily News, per i loro articoli su pericolosi problemi del sistema sanitario militare.
- 1999: Lo Staff del The New York Times, e in particolare Jeff Gerth, per una serie di articoli sulla vendita di tecnologia americana alla China, con l'approvazione del governo degli Stati Uniti e nonostante i rischi per la sicurezza.

#### Anni 2000
- 2000: Lo Staff del The Wall Street Journal, per le sue storie sulla spesa statunitense per la difesa nell'epoca post-guerra fredda.
- 2001: Lo Staff del The New York Times, per la sua serie di articoli su temi razziali nell'America di oggi.
- 2002: Lo Staff del The Washington Post, per i suoi articoli sulla guerra al terrorismo dell'America.
- 2003: Alan Miller e Kevin Sack, Los Angeles Times, per il loro esame di un aereo militare, detto il "fabbrica vedove" ("The Widow Maker"), collegato alla morte di 45 piloti.
- 2004: Lo Staff del Los Angeles Times, Nancy Cleeland, Evelyn Iritani, Abigail Goldman, Tyler Marshall, Rick Wartzman e John Corrigan, per la sua analisi delle tattiche che hanno reso Wal-Mart la più grande compagnia al mondo e delle sue influenze sulle città americane e sui paesi in via di sviluppo.
- 2005: Walt Bogdanich, New York Times, per le sue storie sulle coperture di incidenti mortali avvenuti nei passaggi a livello ferroviari.
- 2006: James Risen e Eric Lichtblau, New York Times, peri loro articoli sul limite tra combattere il terrorismo e proteggere le libertà civili.
- 2006: Gli Staff del San Diego Union-Tribune e del Copley News Service, in particolare Marcus Stern e Jerry Kammer, per aver svelato episodi di corruzione legati al membro del Congresso Randy Cunningham, e che hanno portato alla sua incarcerazione.
- 2007: Charlie Savage, The Boston Globe, per le sue rivelazioni sul presidente George W. Bush.
- 2008: Jo Becker e Barton Gellman, The Washington Post, per i loro articoli sull'influenza del Vice Presidente Dick Cheney sulla politica nazionale.
- 2009: Lo Staff del St. Petersburg Times, per PolitiFact.com, iniziativa per verificare le notizie durante le Elezioni presidenziali negli Stati Uniti d'America del 2008.

#### Anni 2010
- 2010: Matt Richtel e lo Staff del New York Times, per gli articoli sui pericoli dell'uso di cellulari, computer e altri dispositivi alla guida.
- 2011: Jesse Eisinger e Jake Bernstein, ProPublica, per lo svelamento di pratiche dubbie di Wall Street che hanno contribuito al crollo economico della nazione.
- 2012: David Wood, The Huffington Post, per i suoi articoli dei problemi fisici ed emotivi dei soldati americani seriamente feriti in Iraq e in Afghanistan.
- 2013: Lisa Song, Elizabeth McGowan e David Hasemyer, InsideClimate News, per i loro articoli sui regolamenti imperfetti sugli oleodotti e sugli impatti ambientali del bitume diluito (o "dilbit"), una discussa forma di petrolio.
- 2014: David Philipps, The Gazette (Colorado Springs), per gli articoli sui maltrattamenti subiti dai veterani feriti in combattimento.
- 2015: Carol D. Leonnig, The Washington Post per i suoi servizi sull'agenzia United States Secret Service.
- 2016: Lo Staff del Washington Post per la creazione di un database nazionale su quanto spesso e per quale ragione la polizia spara per uccidere, e chi sono le vittime più probabili.
- 2017: David Fahrenthold, The Washington Post per gli articoli che hanno messo in dubbio le dichiarazioni di generosità di Donald Trump nei confronti di organizzazioni di beneficenza.
- 2018: Lo Staff del The New York Times e del The Washington Post, per una copertura di ampia portata, segnalata senza sosta nell'interesse pubblico che ha migliorato notevolmente la comprensione della nazione dell'interferenza russa nelle elezioni presidenziali del 2016 e i suoi collegamenti con la campagna elettorale di Trump, il team di transizione del Presidente eletto e la sua eventuale amministrazione
- 2019: Lo Staff del The Wall Street Journal, per aver scoperto le ricompense segrete del Presidente Trump, durante la campagna elettorale, a due donne che affermavano di aver avuto relazioni con lui e la rete dei sostenitori che ha facilitato le transazioni, innescando indagini penali e richieste di impeachment

#### Anni 2020
- 2020:
  - Dominic Gates, Steve Miletich, Mike Baker e Lewis Kamb del The Seattle Times, per storie rivoluzionarie che hanno rivelato difetti di progettazione nel Boeing 737 MAX, i quali hanno portato a due incidenti mortali e rivelato fallimenti nella sorveglianza governativa
  - T. Christian Miller, Megan Rose e Robert Faurtechi di ProPublica, per la loro investigazione sull'United States Seventh Fleet dopo una serie di incidenti nautici mortali nell'Oceano Pacifico
- 2021: Staff del The Marshall Project, di AL.com, di The Indianapolis Star e di Invisible Institute per un'indagine condotta sull'impiego di unità cinofile (K9) e sui danni prodotti dalle stesse a cittadini e ufficiali di polizia
- 2022: Staff del The New York Times per un ambizioso progetto su posti di blocco stradali della polizia statunitense, illustrando come si sarebbero potute evitare centinaia di vittime e come gli agenti abbiano evitato le sanzioni
- 2023:  Caroline Kitchener del The Washington Post per i reportage sulle conseguenze dell'annullamento della sentenza Roe vs Wade, incluso il racconto di storie di donne costrette a far fronte all'improvvisa impossibilità di interrompere le loro gravidanze
- 2024: 
  - Staff della Reuters per una serie di storie incentrate sulle attività delle aziende automobilistiche ed aerospaziali di Elon Musk, dalle quali sono derivate indagini ufficiali condotte in Europa e negli Stati Uniti d'America
  - Staff del The Washington Post per l'inchiesta sul fucile semiautomatico AR-15, una delle armi maggiormente utilizzate durante le sparatorie di massa negli Stati Uniti d'America